# Episodi di Servant (prima stagione)
La prima stagione della serie televisiva Servant, composta da 10 episodi, è stata pubblicata in prima visione sia negli Stati Uniti che in Italia da Apple TV+ dal 28 novembre 2019 al 17 gennaio 2020.
| nº | Titolo originale | Titolo italiano | Pubblicazione    |
| -- | ---------------- | --------------- | ---------------- |
| 1  | Reborn           | Rinato          | 28 novembre 2019 |
| 2  | Wood             | Legno           | 28 novembre 2019 |
| 3  | Eel              | Anguilla        | 28 novembre 2019 |
| 4  | Bear             | Orso            | 6 dicembre 2019  |
| 5  | Cricket          | Grillo          | 13 dicembre 2019 |
| 6  | Rain             | Pioggia         | 20 dicembre 2019 |
| 7  | Haggis           | Haggis          | 27 dicembre 2019 |
| 8  | Boba             | Boba            | 3 gennaio 2020   |
| 9  | Jericho          | Jericho         | 10 gennaio 2020  |
| 10 | Balloon          | Palloncino      | 17 gennaio 2020  |

## Rinato
- Titolo originale: Reborn
- Diretto da: M. Night Shyamalan
- Scritto da: Tony Basgallop

### Trama
Filadelfia: in una notte di pioggia, lo chef Sean e la moglie Dorothy, presentatrice televisiva, accolgono in casa la giovane Leanne, scelta da Dorothy come babysitter per il neonato Jericho.
Ma invece di un bambino, Leanne si trova dinnanzi ad una bambola. Imperturbabile, la ragazza lo accudisce come fosse un essere umano. Il giorno dopo, Dorothy si reca al lavoro e Sean rimane solo con la ragazza. Le racconta così che il vero Jericho è morto qualche settimana dopo la nascita e Dorothy, diventata catatonica per il dolore, si è rivolta ad una guaritrice che, a sua volta, ha deciso di ricorrere ad una terapia con un oggetto transizionale, ossia la "bambola reborn", un palliativo temporaneo che avrebbe dovuto aiutarla nell'elaborazione del lutto.
Dopo aver ascoltato la tragica storia, Leanne non mostra alcun segno di reazione e continua ad accudire il bambolotto come niente fosse, parlandogli, cullandolo e addirittura portandolo in giro col passeggino, lasciando esterrefatto Sean. L'uomo non si capacita del fatto che la ragazza si comporti in modo naturale dinnanzi ad una situazione tanto tragica quanto paradossale e scopre che la ragazza è una fervente cattolica che prega continuamente, posizionando strani crocifissi impagliati nella camera del bimbo. Così parla alla moglie della stranezza della ragazza, ma Dorothy trova tutto perfettamente normale sia nel comportamento della ragazza sia nella bambola che, ai suoi occhi, continua a essere il vero Jericho.
L'uomo, l'unico in casa che vede la realtà per quella che è, si ritrova così a vivere con due donne che accudiscono un bambolotto come fosse un vero bambino. Sean mette al corrente degli avvenimenti il fratello di Dorothy, Julian, che è tra i pochi a conoscere la storia della sorella e della morte di Jericho. Alla sera, mentre tutti sono a letto, Sean sente il pianto di un neonato e, salito in camera da letto, trova nella culla Jericho vivo.

## Legno
- Titolo originale: Wood
- Diretto da: Daniel Sackheim
- Scritto da: Tony Basgallop

### Trama
Leanne appare sconcertata quando Sean le chiede di sapere chi è il bambino nella sua casa, dicendogli che è suo figlio. Dorothy agisce normalmente quando vede Jericho, come se non fosse mai morto. Mentre entrambe le donne dormono, Sean tenta di portare il bimbo alla polizia, ma improvvisamente non è in grado di disattivare il sistema di sicurezza. Si confida con Julian, poi distrugge una croce di paglia fatta in casa da Leanne e appesa sopra la culla di Jericho. Subito dopo trova dolorose schegge infilate in tutto il corpo e scopre di aver perso il senso del gusto, mentre Dorothy comincia ad avere dei momenti in cui fa ritorno allo stato catatonico assunto successivamente alla morte di Jericho.

## Anguilla
- Titolo originale: Eel
- Diretto da: Daniel Sackheim
- Scritto da: Tony Basgallop

### Trama
Leanne perde i sensi mentre osserva Sean uccidere e cucinare delle anguille in cucina. Usando l'indirizzo nella sua lettera di candidatura mandata a Dorothy, Julian e l'investigatore privato Roscoe si dirigono al Medicine Bridge, nel Wisconsin, per indagare su Leanne. Scoprono una casa bruciata appartenuta alla famiglia Grayson e delle tombe per Leanne, nata nel 2001 e morta nel 2007, e i suoi genitori, anch'essi morti nell'incendio che ha distrutto l'abitazione. Julian crede che Leanne sia un'impostora che sta cercando di ottenere denaro dalla famiglia attraverso il ricatto. Nel frattempo, Leanne inizia a emulare Dorothy.

## Orso
- Titolo originale: Bear
- Diretto da: Nimród Antal
- Scritto da: Tony Basgallop

### Trama
Dopo aver realizzato che Leanne sta portando Jericho nella propria camera da letto di notte, Sean installa una telecamera nella sua stanza per spiarla. Dei flashback rivelano che Dorothy ha subito diversi aborti prima della nascita di Jericho. Dorothy decide di portare Leanne e Jericho a lavorare con lei per mostrare il bambino ai suoi colleghi, ma Sean interviene e insiste che Jericho è troppo piccolo. Tuttavia, mentre guarda Dorothy parlare in diretta televisiva di un processo per omicidio, Sean vede Leanne sullo sfondo con Jericho mentre la osserva. Leanne guarda un DVD del 2011 di Dorothy, che sembra mostrare la donna mentre intervista una giovane Leanne a un concorso per bambini.

## Grillo
- Titolo originale: Cricket
- Diretto da: Nimród Antal
- Scritto da: Tony Basgallop

### Trama
Leanne è ferita e irritata dalle azioni di Dorothy e Sean nei suoi confronti. Si sente tradita da Dorothy, che la manda a fare una commissione in modo che lei e Sean possano passare del tempo da soli insieme, mentre Sean la sorprende a tirare fuori una tutina gialla dal seminterrato. Dopo che Leanne ha scritto i loro nomi nella sua Bibbia prima delle preghiere serali, Dorothy si sveglia con un herpes improvviso e Sean trova un'altra scheggia inspiegabile conficcata nel suo corpo. Quando Julian manda una ragazza che faccia da babysitter per disfarsi di Leanne, quest'ultima si vendica. Mentre una piangente Leanne si infligge delle lesioni, un grillo morto torna in vita.

## Pioggia
- Titolo originale: Rain
- Diretto da: Alexis Ostrander
- Scritto da: Tony Basgallop

### Trama
Sean esce di città per lavoro. Dopo che Leanne riceve una carta per posta con "Ti ho trovato!" scarabocchiato sopra, riceve una visita del suo bizzarro zio George, che innervosisce Dorothy esibendo comportamenti strani e annuncia che Leanne verrà con lui. Essendoci un violento temporale, Dorothy insiste affinché passino lì almeno la notte, con Julian che resta a vegliare la casa in vece di Sean. Julian e Dorothy sono allarmati nello scoprire Jericho sdraiato sul pavimento della sua camera da letto, mentre George è rannicchiato nella culla come un bambino. Il giorno seguente Leanne insiste per restare e George accetta, ma dice che non potrà rifiutare quando tornerà con sua zia May. Dà ai Turner la marionetta  di uno chef intagliata a mano in onore di Sean, che in seguito quest'ultimo trova appeso al telefono di Jericho.

## Haggis
- Titolo originale: Haggis
- Diretto da: Alexis Ostrander
- Scritto da: Tony Basgallop

### Trama
Natalie, amica e kinesiologa di Dorothy, si rivela essere la "terapista" che ha suggerito di usare la bambola reborn per portare Dorothy fuori dal suo stato catatonico causato dalla morte di Jericho. Dopo una sessione con Dorothy, Natalie appare scontenta quando scopre che i Turner hanno assunto una babysitter. Più tardi Natalie sente un bambino piangere ed entra nella camera di Jericho, dove allarma Leanne che la aggredisce afferrandola per i capelli ed esce dalla stanza con Jericho. Natalie viene a cena e cerca di affrontare Dorothy; quando Leanne va nel seminterrato per prendere dell vino, una grande crepa appare nel pavimento di cemento. Natalie sente un ringhio ed entra nella stanza di Jericho, dove scopre il bambino con un grande cane lupo che la segue al piano di sotto, dove Julian lo uccide di fronte all'inorridita Leanne. Julian afferma che il bambino appartiene a Leanne e potrebbe essere stato adottato dai Turner. Dopo che Leanne porta la sua Bibbia nella stanza con il cane morto, l'animale tornato in vita esce dalla casa.

## Boba
- Titolo originale: Boba
- Diretto da: Lisa Brühlmann
- Scritto da: Tony Basgallop

### Trama
Tobe e Leanne vanno al bowling, mentre Sean e Dorothy escono per un gala di premiazione, lasciando a Julian il compito di fare da babysitter. Quando Julian entra nella stanza di Jericho per controllarlo, nella culla trova una bambola reborn. Tobe e Leanne passano una serata divertente, ma quando Leanne bacia Tobe quest'ultimo si tira indietro. Julian si confronta con Leanne sulla bambola e il suo passato in Wisconsin, ma lei ignora le sue domande. Julian tiene la bambola sopra la ringhiera delle scale minacciando di farla cadere, ma sente il pianto di un bambino e inizia a cercarlo. Dopo che la sua ricerca non ha avuto successo, fa quindi una confessione riguardo a Jericho.

## Jericho
- Titolo originale: Jericho
- Diretto da: M. Night Shyamalan
- Scritto da: Tony Basgallop

### Trama
Tramite un flashback si assiste alla nascita di Jericho avvenuta in casa in una vasca, e la placenta di Dorothy venne conservata nel congelatore. Mentre Sean era via a giudicare uno spettacolo di cucina, Dorothy faceva fatica a prendersi cura di Jericho. Un giorno Dorothy, esausta, si addormentò dimenticandosi del figlio in macchina sotto il sole cocente, lasciandolo morire di ipertermia: fu questo a spingere Dorothy nel suo stato catatonico. Nel presente, l'allarme per auto di Dorothy si spegne continuamente ed è rivelato in seguito che Leanne lo controlla. Quando Leanne scopre come Jericho morì davvero, affronta Sean al riguardo e lui afferma di incolparsi parzialmente per la morte del figlio, motivo per cui è rimasto con Dorothy.

## Palloncino
- Titolo originale: Balloon
- Diretto da: John Dahl
- Scritto da: Tony Basgallop

### Trama
Leanne arriva a casa dei Turner dove si trova il resto della famiglia, che viene dalla chiesa per il battesimo Jericho e ora si trova radunata per un ricevimento a casa; Sean ha cucinato la placenta di Dorothy per servirla agli ospiti. Mentre rivede le riprese della cerimonia, Julian nota che George appare in compagnia di una donna, presumibilmente la May, alla periferia della cerimonia. Dice all'investigatore Roscoe di sorvegliarli fuori casa e gli suggerisce di liberarsene se li vede. Leanne si rende conto di non sapere dove sia Jericho e si mette a setacciare la casa, trovandolo finalmente con May nella stanza del bambino. Nel frattempo, George si avvicina a Sean nel seminterrato; Sean gli offre i soldi che lui e Julian hanno messo da parte per ciò, ma George li rifiuta. George induce Sean a condividere il suo vero desiderio, ovvero riavere suo figlio, e gli fa confessare le afflizioni che ha avuto da quando Leanne è entrata in casa, ovvero le schegge e la perdita del gusto; la causa di tutto sarebbe Leanne, che ha il potere di rendere felici o fare del male alle persone a seconda se le piacciano o meno. May dice a Leanne che ha interferito con il piano di Dio per i Turner e deve lasciare la famiglia e far tornare il bambino una bambola, affermando che può essere solo la loro "serva". Un ufficiale di polizia viene in casa cercando un bambino scomparso, ma non ha alcuna relazione con Jericho.Dorothy, pensando di aver riconosciuto May, rivede le riprese dei suoi vecchi telegiornali e trova notizie di un culto, la Chiesa dei Santi Minori, guidata da May Markham a Wilmington, che si concluse con un'esplosione, un incendio e una sparatoria. Nel frattempo, Sean tiene la mano sul bruciatore della stufa abbastanza a lungo da restare gravemente ustionato, ma non sente dolore. Leanne se ne va e la sua gente la trova per strada per un abbraccio di gruppo di massa. Nella successiva inquadratura della strada, Leanne e tutte le persone se ne sono andate. In casa, Dorothy si avvicina ala culla di Jericho, lo prende in braccio e lo lascia cadere nello scoprire che si tratta di una bambola.